# Vergewaltigung von Jungen und Männern
Die für Deutschland veröffentlichte Kriminalstatistik von 2021 beinhaltet 2.419 Fälle (von insgesamt 30.970) sexueller Übergriffe auf Jungen oder Männer (Straftaten gegen die sexuelle Selbstbestimmung), wovon 599 der Taten Vergewaltigung, sexuelle Nötigung und sexueller Übergriff in besonders schwerem Maße darstellten. Die tatsächliche Zahl dürfte, aufgrund der hohen Dunkelziffer, jedoch deutlich höher liegen. Zahlreiche Opfer fürchten Stigmatisierung und versuchen daher die Vorfälle zu verdrängen.
In Deutschland sind etwa ein Drittel der minderjährigen Opfer von Vergewaltigungen oder sexueller Nötigung männlich. Im Jahr 2020, als 14.500 Fälle angezeigt wurden, ist von rund 5.000 minderjährigen, männlichen Opfer auszugehen.
Männliche Opfer werden überwiegend bereits als Kind oder Heranwachsender Opfer von sexuellem Missbrauch. Eine 2021 veröffentlichte empirische Studie geht von einem Verhältnis von 90 Prozent Minderjährigen gegenüber 10 Prozent volljährigen männlichen Missbrauchsopfern aus.
Einige Institutionen begünstigen sexuelle Übergriffe an Minderjährigen durch ihre Strukturen. Darunter sind z. B. Internate (wie z. B. die Odenwaldschule) und Kinderheime zu nennen.
Erwachsene Männer erleben überdurchschnittlich oft an Orten sexuelle Gewalt, an denen viele Personen eng beieinander leben, wie z. B. in Haftanstalten (siehe hierzu: Vergewaltigung von Strafgefangenen), oder im Militärdienst. Hier kommt es überdurchschnittlich häufig zu Übergriffen, wobei allerdings nur wenige Länder wie die USA zur Vergewaltigung im Militär eigene Statistiken veröffentlichen. Auch Bewohner von Wohnheimen, einschließlich Einrichtungen der Behindertenhilfe, sind einem erhöhten Risiko ausgesetzt, Opfer sexueller Übergriffe zu werden.

## Forschung und Statistiken
Die meisten männlichen Vergewaltigungsopfer wollen und können häufig nicht wahrhaben, dass sie vergewaltigt worden sind, und versuchen, die Tat zu verdrängen und zu verschweigen. Sprechen sie doch über die sexuellen Übergriffe, so geht dies oft mit einer Verharmlosung einher. Die unterschiedliche Sozialisierung von Männern und Frauen, sorgt bei männlichen Vergewaltigungsopfern oft dafür, dass negative Empfindungen wie Angst und Trauer oft mit Wut überlagert werden.
Das Ministerium für Gesundheitspflege und Soziale Dienste der Vereinigten Staaten stellte fest, dass Männer mit einer körperlichen Behinderung, sowie Gehörlose öfter von sexuellen Übergriffen betroffen sind als Männer ohne Beeinträchtigungen. Rund ein Viertel der männlichen Opfer von sexueller Gewalt hatte zum Zeitpunkt des Übergriffs eine körperliche Beeinträchtigung. Das Risiko für einen Gehörlosen, Opfer eines Übergriffs zu werden, ist in den USA doppelt so hoch wie das eines Mannes, der nicht taub ist.
Es gibt deutlich mehr Untersuchungen zu weiblichen Opfern sowie deren Bewältigungsstrategien und die traumatischen Folgen, die durch Vergewaltigungen ausgelöst werden. Ein Großteil der männlichen Opfer macht nicht nur keine offizielle Meldung, sondern verschweigt den Übergriff auch innerhalb der eigenen Familie oder in der Partnerschaft.

### Deutschland
Ein Studienprojekt der Universität Regensburg ergab, dass in Deutschland rund fünf Prozent der männlichen Jugendlichen und jungen Erwachsenen als Kinder sexuell missbraucht wurden. Doch nur ein Bruchteil der Übergriffe wird tatsächlich angezeigt, da männliche Opfer, wie auch nordamerikanische Studien belegen, deutlich länger zögern, bevor sie sexuelle Gewalt zur Anzeige bringen – falls sie sich überhaupt dazu entschließen.
In Deutschland werden minderjährige Jungen deutlich öfter als Mädchen von Bezugspersonen außerhalb der Familie missbraucht. Etwa die Hälfte aller sexuellen Übergriffe auf Jungen erfolgt durch Freunde der Familie, Nachbarn, Pfarrer oder Lehrer, während die andere Hälfte der Taten jeweils zur Hälfte von Familienmitgliedern und von Unbekannten verübt werden. Anschließend schweigen rund 50 Prozent der männlichen Opfer über die Vorfälle.
Eine Befragungen von 44.610 Schülerinnen und Schülern von 9. Klassen kam zu dem Ergebnis, dass innerhalb des Jahres vor der Befragung 1,8 Prozent der Mädchen und 0,4 Prozent der Jungen sexuellen Handlungen unter Androhung oder Anwendung von Gewalt erlebt hatten. Experten schätzen, dass Sexualdelikte in nur 5 bis 25 Prozent der Fälle angezeigt werden.

### USA
Das Kriegsveteranenministerium der Vereinigten Staaten erkennt die psychische Traumatisierung von Soldatinnen und Soldaten durch sexuelle Übergriffe im Militärdienst mittlerweile als eigenständiges Gesundheitsproblem an und geht von etwa 10.000 männlichen Opfern pro Jahr aus.
In den USA kamen im Jahr 2020, entsprechend dem Annual Report on Sexual Assault in the Military des US-Verteidigungsministeriums, 6.290 Fälle sexueller Gewalt zur Anzeige (2019 waren es 6.236). Der Anteil der weiblichen Soldaten ist (mit etwa 6 Prozent Betroffenen) zwar prozentual deutlich höher, da jedoch mehr männliche Soldaten in der US-Armee sind, ist die Anzahl der jeweils erfassten Opfer etwa gleich hoch. Innerhalb der letzten 10 Jahre stiegen die Ausgaben für therapeutische und medikamentöse Behandlungen weiblicher Opfer um 158 Prozent, während die Gesundheitskosten für männliche Opfer im selben Zeitraum um 110 Prozent zunahmen.
Schätzungen gehen davon aus, dass männliche Opfer die Übergriffe in nur rund 20 Prozent anzeigen. Außerdem machen zahlreiche Betroffene erst viele Jahre später die entsprechenden Aussagen, wenn ein Teil von ihnen durch Depressionen, Panikattacken, Schlafstörungen, Suchtprobleme und andere Spätfolgen nicht mehr arbeitsfähig ist. Selbst das zuständige Ministerium für Kriegsveteranen räumt ein, dass möglicherweise nur ein Drittel der Taten zur Anzeige kommen. Zu den Präventionsmaßnahmen gehören Kurse wie das sogenannte Bystander Intervention Training, durch welches Unbeteiligte dafür sensibilisiert werden, wie Übergriffe verhindert werden können.
Eine US-amerikanische Erhebung mit knapp 500 männlichen Missbrauchsopfern ergab, dass betroffene Männer erst nach durchschnittlich 21 Jahren mit jemandem über ihre Erfahrungen sprechen. Weitere sieben Jahre dauert es, bis sie beginnen, das Erlebte aufzuarbeiten. Die Ursachen für das Schweigen sind vielfältig, die Gesellschaft und ihre Ansichten vermutlich ein Schlüssel dazu.

### Großbritannien
Eine in England durchgeführte Studie kam zum Ergebnis, dass 3 Prozent der befragten Männer nicht einvernehmlichen Sex als Erwachsene, 5 Prozent nicht einvernehmlichen Sex als Jugendliche (unter 16 Jahre) und 8 Prozent nicht einvernehmlichen Sex als Kinder (unter 14 Jahre) erlebt haben. Die Vergewaltigung männlicher Personen unterliegt immer noch weitgehend einem Tabu in der Gesellschaft, sowohl bei heterosexuellen wie auch bei homosexuellen Männern.

## Täter und Täterinnen
Ein Großteil der Übergriffe auf männliche Opfer wird von männlichen Tätern verübt. Diese können entweder in der Überzahl (Gruppenvergewaltigung), oder körperlich überlegen sein und dann anschließend mit Erpressung weitere Übergriffe erzwingen, um über diese zu schweigen. Insbesondere im Kontext mit Alkohol- und Drogenkonsum oder in Verbindung mit K.-o.-Tropfen steigt das Risiko, Opfer eines Übergriffs zu werden.
Bei sexuellem Missbrauch minderjähriger Opfer sind die Täter, in etwa 80 bis 90 Prozent der Fälle, Männer oder männliche Jugendliche. Frauen und weibliche Jugendliche sind für die übrigen 10 bis 20 Prozent der Missbrauchsfälle verantwortlich. Dabei missbrauchen Frauen eher Jungen, während männliche Täter eher Mädchen missbrauchen.

## Vorurteile gegenüber vergewaltigten Jungen und Männern

### Männliche Opfer und Vergewaltigung
Eine Vergewaltigung wird von zahlreichen für eine Studie Befragten Probanden in erster Linie mit einem weiblichen Opfer, das auf einen älteren, männlichen Täter trifft, assoziiert. Je stärker Missbrauchsmythen und Stereotypen im Denken der Befragten verankert waren, desto größer war die Wahrscheinlichkeit, dass sie traditionelle Rollenmodelle befürworteten und Vorbehalte gegenüber Homosexuellen hatten. Diese Vorurteile tragen dazu bei, dass deutlich weniger der männlichen Vergewaltigungsopfer von Hilfsangeboten erreicht werden.
Außerdem erfahren männliche Opfer, wie der Überlebende Heath Phillips berichtete, oftmals zunächst Ablehnung durch weibliche Betroffene, wenn sie beispielsweise an Aktivitäten für vergewaltigte Militärangehörige teilnehmen möchten, die ausschließlich von Frauen besucht werden und auf deren Bedürfnisse ausgerichtet sind.
Mittlerweile konnte außerdem wissenschaftlich belegt werden, dass männliche Opfer weiblicher Täterinnen, selbst wenn sie Angst und/oder Ekel verspüren, eine Erektion bekommen können. In der Onlinebefragung der britischen Juristin Siobhan Weare von 2017 machten 154 Männer Aussagen zu ihren Erfahrungen als Missbrauchsopfer weiblicher Täterinnen. Unter Drohung, durch Erpressung oder Gewalt hatten Frauen den Geschlechtsverkehr erzwungen. Nur rund 20 Prozent der Männer hatten vor der Befragung schon einmal über den Missbrauch gesprochen und nur zwei der Betroffenen waren zur Polizei gegangen.

### Männer sind immer an Sex interessiert
Da erwachsene Männer aufgrund ihrer Sozialisierung Sex überwiegend für etwas Erstrebenswertes halten, lösen unerwünschte sexuelle Kontakten oft widersprüchliche Gefühle aus. Der Wunsch nach sexueller Aktivität ist oftmals als Teil eines idealisierten Männlichkeitsbildes und der eigenen sexuellen Identität verankert, so dass Erschütterungen in diesem Bereich oft zu einer psychologischen Traumatisierung beitragen. Insbesondere, wenn der Kontakt stellenweise als erregend empfunden wurde, führt dies oftmals dazu, dass der Vorfall (bei Einzeltaten) insgesamt verdrängt oder verleugnet wird und das Opfer über Jahre schweigt.

### Männliche Vergewaltigungsopfer suchen weniger Unterstützung als Frauen
Der Anteil von Männern, die sich nach einer Vergewaltigung um therapeutische Unterstützung bemühten, ist deutlich geringer als der Anteil betroffener Frauen. Da der Großteil männlicher Opfer bereits im Kindesalter sexuelle Gewalt erlebt, ist auch die Traumatisierung oftmals sehr stark ausgeprägt, insbesondere, weil sich männliche Betroffene im Durchschnitt drei Jahre nach der letzten Missbrauchserfahrung um Therapie bemühten.
Ein Teil der betroffenen Männer schweigt jedoch über Jahrzehnte oder sogar dauerhaft, so dass die Gewalterfahrung in zahlreichen Fällen nicht mit professioneller Hilfe aufgearbeitet werden kann.

### Homosexualität und sexuelle Gewalt gegen männliche Opfer
In vielen Ländern wird eine Vergewaltigung eines männlichen Opfers durch einen männlichen Täter mit Homosexualität assoziiert. Insbesondere in homophoben Gesellschaften erhöht diese Sichtweise (durch Täter-Opfer-Umkehr) die Schamgefühle beim Opfer sowie die Sorge, selbst als homosexuell zu gelten.
Dennoch geht es den Aggressoren meistens in erster Linie um das Ausüben von Dominanz und Macht.

## Folgen

### Physische Folgen
Schwere emotionale und körperliche Traumata entstehen häufig durch sexuelle Gewalt. Obwohl Frauen öfter als Männer von Vergewaltigung betroffen sind, weisen weibliche Opfer nur in 50 Prozent der angezeigten Fälle körperliche Verletzungen auf. Bei männlichen Opfern, ist die Wahrscheinlichkeit körperliche Verletzungen davon zu tragen höher und sie werden häufiger als Frauen von mehreren Tätern missbraucht.

### Psychologische Langzeitfolgen
Folgende Langzeitfolgen können auftreten:
- Posttraumatische Belastungsstörung ggf. Komplexe Posttraumatische Belastungsstörung
- Panikattacken
- Depressionen
- Alkoholismus und/oder Drogenmissbrauch (erhöhte Suchtaffinität)
- Sexuelle Dysfunktion
- Schlafstörungen und Albträume
- Schwere Schuldgefühle, Scham und Demütigung
- Ohnmacht, Isolation und Verfremdung
- Geringes Selbstwertgefühl, vermindertes Selbstbewusstsein, Selbsthass
- (Starke) Stimmungsschwankungen
- Dissoziative Störungen einschl. emotionaler Taubheit
- Psychose
- Erhöhte Suizidalität

### Deutlich erhöhte Selbstmordrate
Die Selbstmordrate von Männern, die vergewaltigt wurden, liegt 14–15 mal höher als bei Männern, die keiner sexuellen Straftat zum Opfer gefallen sind. Viele der männlichen Betroffenen suchen sich erst Hilfe, nachdem sie bereits einen (oder mehrere) Selbstmordversuch(e) überlebt haben.

### Therapeutische Unterstützung

#### Situation in Deutschland
In Deutschland werden noch nicht alle Therapieangebote durch die Krankenkassen oder das Opferentschädigungsgesetz übernommen. Vertreter von Missbrauchsopfern beklagen noch immer Defizite in der medizinischen und therapeutischen Versorgung. Ein Fonds Sexueller Missbrauch soll (seit 2013) als Teil des Ergänzenden Hilfesystems Kinder oder Jugendliche unterstützen, die unter Folgeschäden von sexuellen Missbrauch im familiären Umfeld leiden.
Das Ärzteblatt kritisiert, dass von Missbrauch Betroffenen zwischen einzelnen Therapiemaßnahmen Lücken von mehreren Jahren entstehen können, denn die Krankenkassen bezahlen Psychotherapien nur zeitlich begrenzt.
Die Deutsche Psychotherapeutenvereinigung gab in diesem Zusammenhang an, dass regelmäßig Beschwerden von Betroffenen, Therapeuten und Beratungsstellen beim Hilfetelefon eingehen würden. Die langen Bearbeitungszeiten sowie Verzögerungen bei der Auszahlung von Leistungen und unzureichende Kontaktmöglichkeiten waren dabei die häufigsten Beschwerden.

#### Verfügbare Hilfsangebote
Folgende Angebote richten sich direkt an männliche Opfer sexueller Gewalt:
- Tauwetter e. V.; Anlaufstelle, für Männer, die in Kindheit oder Jugend sexualisierter Gewalt ausgesetzt waren, Berlin[25]

- Hilfe für Jungs e. V.; Hilfe für Jungen bei sexueller Gewalt, Berlin[26]

- Pfunzkerle e. V.; Fachstelle Jungen- und Männerarbeit, Tübingen[27]

- Männerbüro Hannover; Beratungsangebot an männliche Opfer sexueller Gewalt, die jetzt über 27 Jahre alt sind[28]

- Männerberatung; Beratung für Männer, die sexuelle und häusliche Gewalt erlebt haben, Schleswig-Holstein[29]

Beratung für Missbrauchsopfer beiderlei Geschlechtes bieten u. a. folgende Vereine:
- Dunkelziffer e. V.; Hilfsangebote für Kinder, die sexuelle Gewalt erfahren haben, und ihren Vertrauenspersonen.[30]

- Zartbitter e. V.; Kontakt und Informationsstelle gegen sexuellen Missbrauch an Mädchen und Jungen.[31]

Außerdem gibt es in Deutschland unter der Nummer 0800 1239900 das sogenannte Männerhilfetelefon.

### Persönliche Berichte Betroffener
„Die Schande bleibt im Moment noch bei den Opfern. Aber die Menschen müssen begreifen, dass die Schande eigentlich beim Täter liegt.“

- Andreas Marquardt (* 1956) wurde als Heranwachsender viele Jahre von seiner eigenen Mutter missbraucht. Seine Biografie Härte: Mein Weg aus dem Teufelskreis der Gewalt (Ullstein, 2015, ISBN 978-3-548-37572-4) wurde unter dem gleichen Titel 2015 von Rosa von Praunheim verfilmt.[34]

- Matthias Katsch (* 1962) erlebte als Kind sexuelle Gewalt innerhalb der katholischen Kirche. Über das System dahinter und den Schaden für die Opfer berichtet er in zahlreichen Interviews sowie seinem Buch Damit es aufhört. Vom befreienden Kampf der Opfer sexueller Gewalt in der Kirche(Nicolai Publishing & Intelligence, 2020, ISBN 978-3-96476-030-2.).[35]

- Thorsten Legat (* 1968) erlebte als Kind sexuelle Gewalt durch den eigenen Vater, die er in seiner Autobiografie Wenn das Leben foul spielt (Die Werkstatt, 2014, ISBN 978-3-7307-0138-6) thematisiert.[36]

Eine Sammlung persönlicher Berichte ehemaliger Opfer von Kindesmissbrauch, beiderlei Geschlechtes, finden sich online unter dem Link Geschichten die Zählen.

### Sonstige Literatur
- Der fiktionale Roman Wie vergewaltige ich einen Mann? (Rowohlt Taschenbuch Verlag, 1975, ISBN 3-499-14581-2) von Märta Tikkanen zeigt, dass es im Kern mit der Vergewaltigung meist nicht um Sexualität, sondern um Demütigung, Erniedrigung und Demonstration von Macht geht. Der Roman wurde 1978 verfilmt.[38] Das Buch ist 1996 in vorläufig letzter Ausgabe erschienen.[39]